# Federico Luzzi
Federico Luzzi (Arezzo, 3 januari 1980 – aldaar, 25 oktober 2008) was een Italiaanse tennisser.
Reeds bij de junioren deed Luzzi van zich horen, tussen zijn veertiende en zestiende werd hij tweemaal Europees kampioen, en behaalde hij verscheidene Italiaanse titels in diverse categorieën. In 1999 werd hij beroepstennisser.
Onder leiding van Umberto Rianna trainde hij samen met Potito Starace en Daniele Bracciali. Hij tenniste voor de Italiaanse nationale ploeg in de Davis Cup en stond in 2002 op de 92e plaats in de ATP ranking.
Vanaf 2000 kwam hij ook in het buitenland in de belangstelling te staan, onder meer in het toernooi van Kitzbühel. In 2004 verloor hij zijn match in Genua tegen de Oostenrijker Daniel Köllerer. Op 29 februari 2008 werd hij voor tweehonderd dagen gediskwalificeerd en kreeg hij in het kader van het anticorruptieprogramma een boete van 50.000 dollar van de ATP, omdat hij over een periode van drie jaar gegokt had op de uitslag van wedstrijden.
In oktober 2008 werd Luzzi ernstig ziek. Op donderdag 23 oktober kreeg hij de diagnose leukemie. Zeer kort daarna viel hij in coma en twee dagen later overleed hij op 28-jarige leeftijd.

## Prestatietabel
| Legenda | Legenda                          |
| ------- | -------------------------------- |
| g.t.    | geen toernooi gehouden           |
| l.c.    | lagere categorie                 |
| –       | niet deelgenomen                 |
| G       | uitgeschakeld in de groepsfase   |
| 1R      | uitgeschakeld in de eerste ronde |
| 2R      | uitgeschakeld in de tweede ronde |
| 3R      | uitgeschakeld in de derde ronde  |
| 4R      | uitgeschakeld in de vierde ronde |
| KF      | uitgeschakeld in de kwartfinale  |
| HF      | uitgeschakeld in de halve finale |
| F       | de finale verloren               |
| W       | het toernooi gewonnen            |
| w-v     | winst/verlies-balans             |

### Prestatietabel grand slam, enkelspel
| Toernooi        | 2001 | 2002 | 2004 | 2005 | 2006 |
| --------------- | ---- | ---- | ---- | ---- | ---- |
| Australian Open | –    | 1R   | –    | 1R   | 2R   |
| Roland Garros   | 1R   | 1R   | –    | –    | –    |
| Wimbledon       | –    | –    | –    | –    | –    |
| US Open         | –    | –    | –    | –    | –    |

### Prestatietabel grand slam, dubbelspel
Luzzi was nooit actief in het dubbelspel op een grandslamtoernooi.